# Georgi Konstantinowitsch Riesenkampff

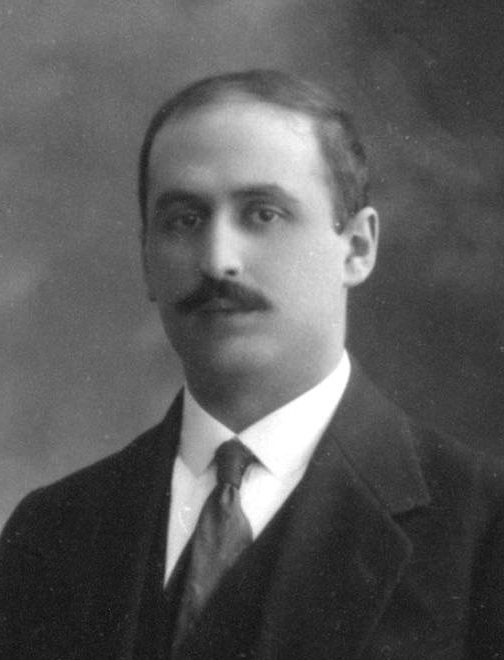
Georgi Konstantinowitsch Riesenkampff

Georgi Konstantinowitsch Riesenkampff, geborener Georgi Gubenko, (russisch Георгий Константинович Ризенкампф, урож. Георгий Губенко; * 1886 in Jerewan, Gouvernement Eriwan, Russisches Kaiserreich, heute Armenien; † 30. Mai 1943 in der Siedlung Jawas, Rajon Subowa Poljana, Mordwinische ASSR, Sowjetunion) war ein russischer bzw. sowjetischer Wasserbauingenieur und Hochschullehrer.

## Leben
Georgi Gubenkos Vater war Friedensrichter und starb 1888. Nach einigen Jahren heiratete die Mutter den Generalleutnant im Ruhestand Konstantin Alexandrowitsch Riesenkampff (Bruder von Generalleutnant Nikolai Alexandrowitsch Riesenkampff), der dem Jungen seinen Familien- und Vatersnamen gab.
Nach dem Abschluss an der Realschule in Tiflis gewann Riesenkampff 1903 im Wettbewerb einen Studienplatz am Sankt Petersburger Institut für Verkehrsingenieure in der Fakultät für Wasserwege. Als Student reiste er nach Deutschland und studierte kurze Zeit an der Technischen Hochschule zu Berlin und an der Technischen Hochschule Karlsruhe. Im Sommer 1906 besuchte er Österreich-Ungarn, die Schweiz und Italien, um die dortigen Wasserbau-Anlagen und Kraftwerke kennenzulernen. 1909 erhielt er für sein Wasserbau-Diplomprojekt am Sankt Petersburger Institut für Verkehrsingenieure einen Preis.
Im Kaukasus-Verkehrsbezirk wurde Riesenkampff nur kurzzeitig eingesetzt. Ab 1910 arbeitete er in der Abteilung für Landverbesserungen des Landwirtschaftsministeriums. Auch war er Gasthörer an der Universität St. Petersburg in der Physikalisch-Mathematischen Fakultät. 1912 wurde er Leiter der Prospektionsarbeiten für die Bewässerung der Hungersteppe. Der Hauptkanal wurde im Oktober 1913 eröffnet. 1915 wurde er ins Landwirtschaftsministerium versetzt, wo er die Verwaltung für Wasserbauarbeiten gründete. Daneben lehrte er am Petrograder Polytechnischen Institut und am Institut für Verkehrsingenieure.
Nach der Oktoberrevolution war Riesenkampff an der Aufstellung des Staatsplans zur Elektrifizierung Russlands beteiligt. Er legte Anfang 1918 Lenin einen Bericht über den Zustand der Bewässerungslandwirtschaft in Turkestan vor. Mit Sownarkom-Dekret wurde am 17. Mai 1918 die Sonderverwaltung für Irrigationsarbeiten in Turkestan (IRTUR) mit dem Vorsitzenden Riesenkampff und dem Politkommissar A. A. Nikitinski eingerichtet. Bis Oktober 1918 wurde in Petrograd und Moskau das Personal für die IRTUR-Expedition zusammengestellt und von der jeweiligen Tscheka gebilligt. Beide Gruppen wurden mit den Plänen und der Ausrüstung nach Astrachan geschickt, um über das Kaspische Meer nach Turkestan zu kommen.
Pjotr Kobosew, bevollmächtigter Vertreter des Allrussischen Zentralen Exekutivkomitees und des Sownarkom für Turkestan, Ehrenvorsitzender des Turkestanischen Zentralen Exekutivkomitees und Mitglied des Revolutionsmilitärrats der Republik, führte die Expedition. Als die Expedition Saratow erreichte, schickte Kobosew wegen der britischen zentralasiatischen Intervention im Russischen Bürgerkrieg die Expedition nur bis Samara, um über Orenburg nach Turkestan zu gelangen, das demnächst von der Roten Armee besetzt würde. Die 230-köpfige Expedition kam im November 1918 in Samara an und wurde im Grand Hotel untergebracht. Am 29. November 1918 durchsuchte die Tscheka des Gouvernements Samara (Gubtscheka) das Grand Hotel ohne Ergebnis. Trotz der von Lenin, Swerdlow, Rykow und Bontsch-Brujewitsch unterschriebenen Anweisung zur Unterstützung der Expedition gab es am folgenden Tag die ersten Verhaftungen. Als sich Riesenkampff als Expeditionsleiter mit einer schriftlichen  Erklärung an die Gubtscheka wandte, wurde am 2. Dezember 1918 das gesamte Expeditionspersonal einschließlich der Boten und Köche verhaftet und ins Gouvernementsgefängnis eingeliefert. Gründe waren vermutete konterrevolutionäre Tätigkeiten sowie die Anwesenheit des Leitungsassistenten für den Bau von Staudämmen und Kanälen Georgi Tachtamyschew, der Verkehrsminister in der Provisorische Regierung gewesen war, und des Buchhalters der früheren monarchistischen Zeitung Semschtschina Stanislaw Glinka-Jantschewski, was der Tscheka in Petrograd und Moskau vorher bekannt war. Am 3. Dezember schickte Kobosew ein Telegramm mit Beschwerde über das örtliche Tscheka-Verhalten und Aufforderung zur Entsendung intelligenterer Tscheka-Vertreter an Lenin, worauf am 6. Dezember Lenins Befehl kam, Riesenkampff und die Expeditionsmitglieder freizulassen, nur die Personen in Haft zu halten, gegen die Beweise vorlägen, und sofortigen Vollzug zu melden. Riesenkampf und die meisten Expeditionsmitglieder wurden freigelassen und wohnten weiter im Grand Hotel. Die eingesetzte Prüfungskommission stellte in Samara am 21. Dezember 1918 keine konterrevolutionären Tatbestände fest. Im Januar 1919 wurden alle Akten und die noch in Haft befindlichen Personen nach Moskau gebracht. Am 25. Februar wurde der Fall wegen fehlender Gründe als erledigt abgeschlossen. Trotzdem blieben einige wenige Personen, darunter Glinka-Jantschewski, in Haft. Als die von Admiral Koltschak geführte weiße Armee Samara angriff, wurde das Grand Hotel Anfang April 1919 Lazarett. Darauf befahl Lenin den Befehlshabern in Samara die schnelle Evakuierung der sehr wichtigen Expedition nach Saratow.
Die IRTUR setzte nun ihre Arbeit fort. Es wurde die Volksuniversität Turkestan in Taschkent organisiert und dort eine Fakultät für Melioration und ein Lehrstuhl für Bewässerung gegründet, den Riesenkampff dann als gewählter Professor leitete. 1920 wurde er zum Professor am Lehrstuhl für Wasserbau in der Fakultät für Melioration des Moskauer Instituts für Vermessung gewählt. Er untersuchte weiter die verschiedenen Regionen Zentralasiens. Seine Ergebnisse waren die Grundlage für die Wasserkraftwerke am Tschirtschik und weitere Wasserkraftwerke in der Usbekischen Sozialistischen Sowjetrepublik.
Dank des Antrags Riesenkampffs wurde 1921 in Petrograd das Forschungsinstitut für Melioration (das spätere Allrussische Wedenejew-Forschungsinstitut für Wasserbau WNIIG) gegründet, in dem er dann als Direktor arbeitete und forschte. Er schlug ein Projekt für den Bau des späteren Karakumkanals vor und überarbeitete sein Projekt für die Bewässerung der Hungersteppe. Im selben Jahr wurde er Professor am Lehrstuhl für Melioration des Petrograder Polytechnischen Instituts.
Wie viele andere Professoren wurde Riesenkampff am 11. September von der OGPU 1929 wegen Sabotage und antisowjetischer Aktivitäten verhaftet und am 23. August 1931 vom OGPU-Kollegium nach Artikel 58 des Strafgesetzbuches der RSFSR zum Tod durch Erschießen, ersetzt durch 10 Jahre Gulag-Haft, verurteilt. Er wurde als Projektierer beim Bau des Weißmeer-Ostsee-Kanals eingesetzt und 1932 freigelassen, um zum technischen Leiter der Wasserbau-Sonderabteilung in Moskau ernannt zu werden, wo er das Große-Wolga-Projekt entwickelte. Das Projekt führte zum Bau des Wolga-Don-Kanals, bei dem Riesenkampff 1935–1938 Chefingenieur war. Er arbeitete dann am Manytsch-Wasserweg-Projekt, beriet beim Bau von Wasserbau-Anlagen an der Kura und arbeitete im Volkskommissariat für die Flussschifffahrtsflotte.
Riesenkampff wurde 1942 erneut verhaftet und zu 10 Jahren Lagerhaft verurteilt. Seine letzte Adresse war die Siedlung Jawas in der Mordwinischen Autonomen Sozialistischen Sowjetrepublik.